# Leaga Lealuga
Leagaitafaotaua „Leaga“ Jabell Lealuga (* 27. Juni 2005) ist ein amerikanisch-samoanischer Fußballspieler auf der Position eines Abwehrspielers, der seit 2022 auf Vereinsbasis beim Black Roses FC spielt und im Jahr 2023 in der amerikanisch-samoanischen Fußballnationalmannschaft debütierte.

## Karriere
Leaga Lealugas erste Station in der höchsten amerikanisch-samoanischen Fußballliga war der PanSa East FC, bei dem er bis 2022 spielte. Während er auf Vereinsebene mittlerweile beim amerikanisch-samoanischen Erstligisten Black Roses FC aktiv war, wurde er im Jahr 2023 anlässlich der Pazifikspiele 2023 in den 21-köpfigen amerikanisch-samoanischen Herrenkader für das Fußballturnier aufgenommen. Am 20. November 2023 debütierte er im Lawson-Tama-Stadion auf den Salomonen bei einer deutlichen 0:10-Niederlage gegen Samoa für sein Heimatland, als er von Beginn an und über die volle Spieldauer am Rasen war. Danach kam Lealuga auch noch bei der 0:11-Pleite gegen die Salomonen zum Einsatz, woraufhin Amerikanisch-Samoa als Letzter der Gruppe B und mit Abstand schlechteste Mannschaft des Turniers in den anschließenden Spielen um die Plätze 9 bis 12 auch noch das Spiel gegen die Nördlichen Marianen deutlich mit 0:4 verlor, sowie danach auch noch im Spiel um Platz 11 von Tonga bezwungen wurde und somit den letzten Platz des Turniers belegte. Im Spiel gegen Tonga, das in einer 2:6-Niederlage endete, erzielte Lealuga in Minute 61 den Treffer zum vorzeitigen Stand von 2:3. Bei allen vier Länderspielen war Lealuga über die volle Spielzeit am Spielfeld.